# Gmina Mycielin
Die Gmina Mycielin ist eine Landgemeinde im Powiat Kaliski der Woiwodschaft Großpolen, Polen. Ihr Sitz ist das gleichnamige Dorf (deutsch Mycielin, 1943–1945 Mützlin).

## Gliederung
Zur Landgemeinde (gmina wiejska) Mycielin gehören folgende Ortschaften (deutsche Namen bis 1945):
- Aleksandrów
- Annówka
- Bogusławice
- Bugaj
- Danowiec
- Dzierzbin (1943–1945 Uhlenflucht)
- Dzierzbin-Kolonia
- Elżbietów
- Gadów
- Grabek
- Jaszczury
- Kazala Nowa (1943–1945 Neukasala)
- Kazala Stara (1943–1945 Altkasala)
- Klotyldów
- Korzeniew (1943–1945 Wurzelroden)
- Kościelec
- Kościelec-Kolonia
- Kukułka
- Kuszyn
- Mycielin (1943–1945 Mützlin)
- Nowiny
- Przyranie (1943–1945 Grüningen)
- Słuszków (1943–1945 Steinsdorf)
- Stropieszyn (1943–1945 Fasanenteich)
- Teodorów
- Zamęty (1943–1945 Samenty)